# گرمابه شکر ناب
گرمابه شکر ناب مربوط به دوره قاجار است و در شهرستان آبیک، بخش مرکزی، روستای شکر ناب واقع شده و این اثر در تاریخ ۱۹ مرداد ۱۳۸۴ با شمارهٔ ثبت ۱۲۸۸۸ به‌عنوان یکی از آثار ملی ایران به ثبت رسیده است.